# Oklahoma
Oklahoma az Egyesült Államok egyik állama. Földrajzilag az ország középpontjától kissé délebbre fekszik. Úgy is hivatkoznak rá mint közép-nyugati államra (angolul Midwest).
Az államot 1907. november 16-án az Indian Territory-ból hozták létre. Oklahoma negyvenhatodikként csatlakozott az Unióhoz. Fővárosa és egyben a legnagyobb városa Oklahoma City.

## Neve
Neve a csaktó indián okla (vörös) és humma (emberek) szavak összetételéből származik, vagyis oklahoma jelentése csaktó nyelven vörös emberek.

## Földrajz
Oklahoma a 20. legnagyobb állam, területe 181 035 km² szárazföld és 3 188 km² víz. A hat állam egyike, amely a Frontier Strip-en helyezkedik el, és egy része a Great Plains, amely a 48 szélességi fok földrajzi közepéhez fekszik közel. Szomszédai keleten Arkansas és Missouri, északon Kansas, északnyugaton Colorado, távolabb nyugaton Új-Mexikó, és délen valamint közel-nyugaton Texas.

### Domborzat

Oklahoma domborzati térképe

Oklahoma a Great Plains és az Ozark-fennsík között fekszik a Mexikói-öbölbe ömlő folyók forrásainál, s a magas alföldek a nyugati határtól a keleti és délkeleti (mocsaras) területek felé.
A legmagasabb pontja a Black Mesa csúcsa 1,516 m-rel a tengerszint felett, amely az északnyugati sarokban az Oklahoma Panhandle-ben helyezkedik el. Az állam legalacsonyabb pontja a Little River közelében távol, a délkeleti határoknál fekszik, melynek tengerszint feletti magassága 88  m.
Az állam többnyire hegyláncokból áll. Négy fő hegyvonulata van: a Ouachita-hegység, a Arbuckle-hegység, a Wichita-hegység és az Ozark-hegység.
Az Egyesült Államok belső magasföld régiója, melybe beletartoznak az Ozark- és az Ouachita-hegységek, az egyetlen hegyláncolat a Sziklás-hegység és az Appalache-hegység térsége között.
Flint Hills egy része átnyúlik észak-közép Oklahomába, és az állam délkeleti sarkába. A Cavanal Hill hivatalosan is a világ legmagasabb dombja 609 m.
Több mint 500 folyó és ér alkotja Oklahoma vízi útját, melyeken több mint 200, duzzasztó gátakkal elzárt tavakat hoztak létre. Itt van az ország legtöbb mesterséges vízgyűjtő medencéje.
Az állam földrajzi jellegzetességei meglehetősen sokfélék, legalább 10 földrajzi területet különböztethetünk meg. Külön tárgyalják az állam nyugati felét, melynek három ökológiai területe van, míg a keleti rész nyolc ökológiai területet foglal magába.
Az állam nagy része gyakorlatilag két vízgyűjtő medence-rendszerhez tartozik: a (Déli) Vörös-folyóéhoz (Red River of the South) és az Arkansas folyóéhoz. Ezeken kívül még a Lee és Little folyóknak van jelentős vízgyűjtő területe.
Az állam északnyugati sarka félsivatagi változatos felszínű magas alföld, melynek növényzete füves, vagy bozótos és csak nagyon kevés erdeje van.
A fennsíkokat kisebb hegyláncok szakítják meg, mint például az Antelope Hills és a Wichita-hegység Oklahoma délnyugati részén, és átmenetet képeznek a préri és a fákkal borított területek között az állam középső részén. Az Ozark- és az Ouachita-hegység keleti-nyugati irányú vonulatának magassága kelet felé növekszik.
|  |  |  |

### Éghajlat

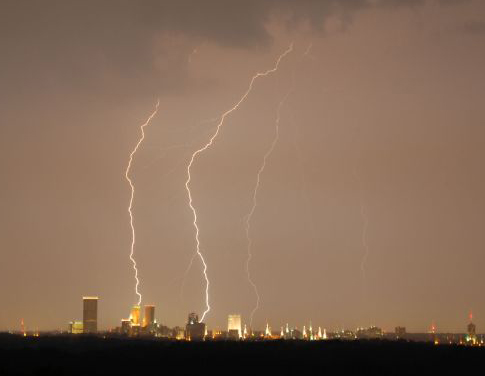
Villámlás Oklahoma felett

Oklahoma éghajlata szárazföldi, s esetenként időjárása szélsőséges. Az állam nagy része az ún. Tornádó átjáró (Tornado Alley) útvonalába esik, ahol a hideg és a meleg légtömegek összecsapása gyakori, s ezáltal szélsőséges viharok keletkeznek, mely gyakran tornádó keletkezésével párosul.
Átlagosan 54 tornádóval lehet számolni évente. Az állam földrajzi fekvése következtében az éghajlat rövid távolságokon belül eltérő lehet.
Oklahoma keleti részén a délről érkező szelek párás szubtropikus levegőt hoznak magukkal a Mexikói-öböl felől. A csapadék mennyisége és a hőmérséklet keletről nyugatra csökken. Míg az állam déli részein az átlagos évi hőmérséklet 17 °C, s a csapadék mennyisége 1422,4 mm, addig a "panhangle" átlagos évi hőmérséklete 14 °C, s a csapadék mennyisége 431,8 mm. Az egész állam területén előfordulhat 38 °C magas hőmérséklet, vagy −18 °C Míg a déli területeken a mérhető hóesés mennyisége 10,2 cm, addig Colorado határán előfordulhat 50,8 cm havazás.
| Oklahoma legnagyobb városainak hőmérséklete |           |           |          |          |         |         |           |         |           |           |           |           |
| City                                        | Jan       | Feb       | Mar      | Apr      | May     | Jun     | Jul       | Aug     | Sep       | Oct       | Nov       | Dec       |
| Oklahoma City                               | 8/-3      | 16/4      | 21/9     | 26/14    | 26/14   | 30,5/18 | 33/21     | 33/21   | 28,8/16,5 | 23/10,5   | 15,5/3,5  | 10/-1,5   |
| Tulsa                                       | 47,7/-3,5 | 11,5/-0,5 | 16,5/4,5 | 22/10    | 26/15   | 31/20   | 34,5/22,5 | 34/21,5 | 28,8/17,2 | 23,3/10,5 | 15,5/3,8  | 10/-1,0   |
| Lawton                                      | -1/-3,3   | 13,3/-0,5 | 18,3/4,4 | 22,7/9,4 | 27,7/15 | 32,2/20 | 35,5/22,7 | 35/5,0  | 30/17,2   | 24,4/10,5 | 16,60/3,8 | 11,5/-1,1 |
| Átlagos magas/alacsony hőmérséklet °C-ban   |           |           |          |          |         |         |           |         |           |           |           |           |

## Történet

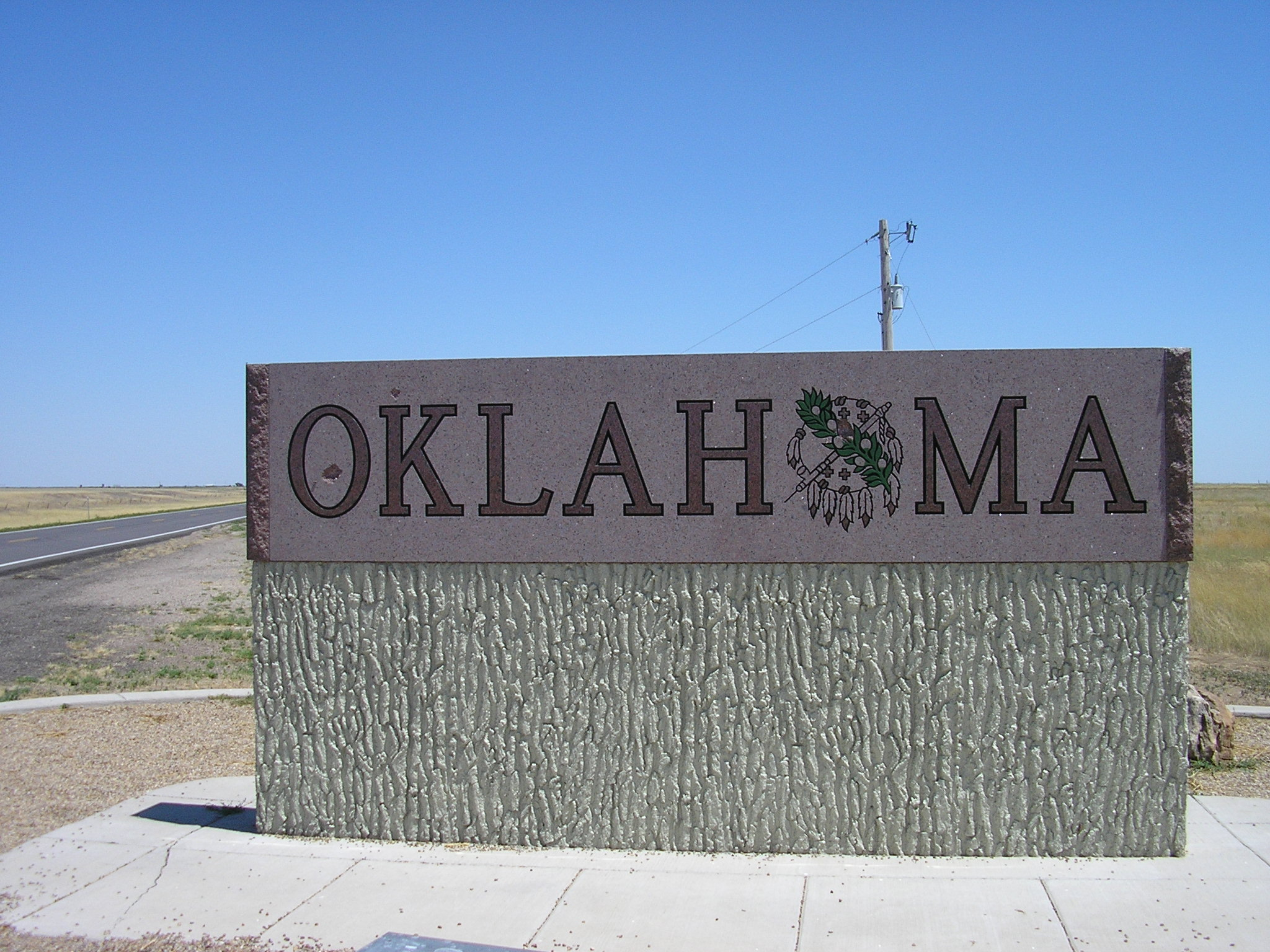
Az állam üdvözlő táblája

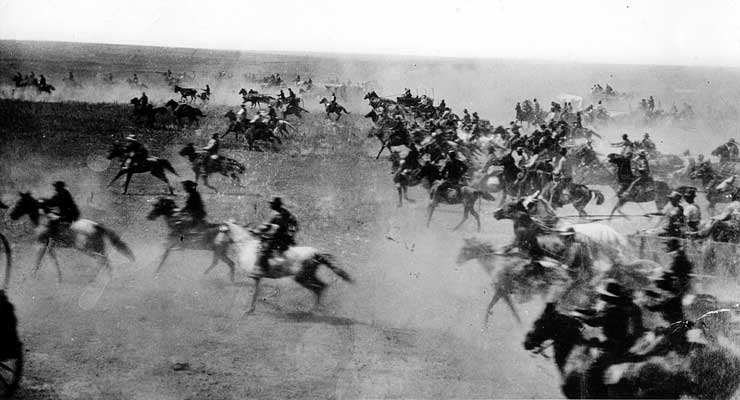
A határ megnyitása fehér telepesek előtt

Bizonyíték van arra, hogy az őslakosság már a legutóbbi jégkorszak idején keresztül ment a mai Oklahoma területén, de állandó településeket csak i. e. 850-1450 között hoztak létre. Mesterséges dombokat tártak fel közel Arkansas határához. 1541-ben a spanyol Francisco Vásquez de Coronado utazott keresztül ezen a területen, de az 1700-as években a francia felfedezők nyomán a franciák tartottak igényt ezekre a területekre. és francia terület maradt egészen 1803-ig, amikor a francia territóriumot a Louisiana Purchase dokumentum alapján az Egyesült Államok megvásárolta Franciaországtól.

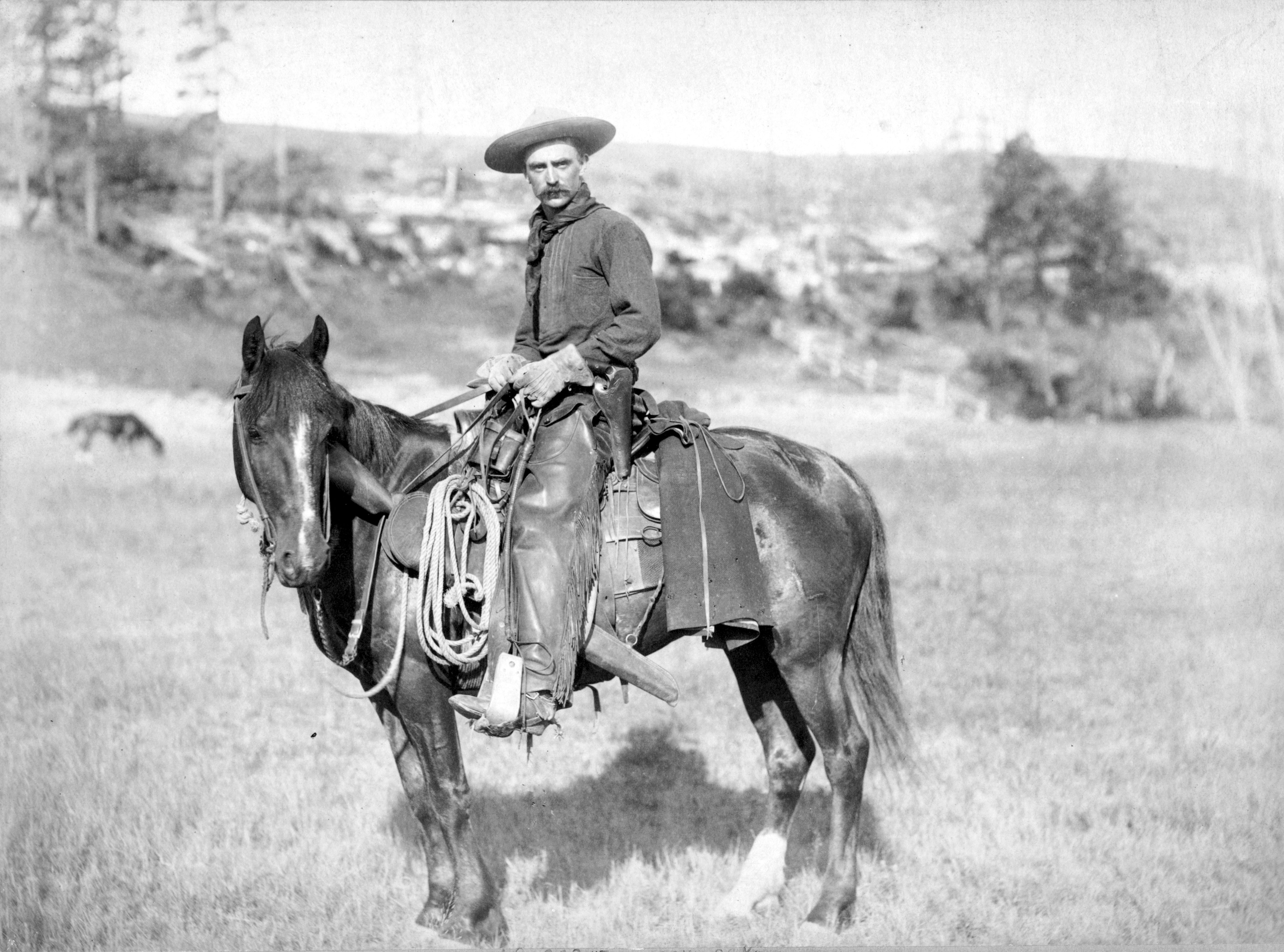
Cowboyok vezetik át a csordát az államon a 19. század végén

Az őslakosság ezreit, közöttük az "Öt Civilizált Törzseket" Mississippi, Florida, Alabama, Georgia, és Tennessee államokból kitelepítették Oklahomába az 1830-as években Ezen a területen ekkoriban az osage és a quapaw törzsek éltek. 1830-ban az indiánkitelepítési határozat ezt a területet jelölte ki indián territóriumnak (Indian Territory). 1834-ben az Egyesült Államok újabb szabályokat állított fel az Indián Kapcsolattartási Törvényben (Indian Intercourse Act) Tizenöt törzsnek jelöltek ki földet ezen a vidéken 1830-ban de 1890-re, több mint 30 törzs számára osztottak ki szövetségi földeket.
Az 1866 és 1899 közötti időszakban a texasi marhafarmok igyekeztek kielégíteni a keleti városok élelmiszerigényét és a vasútvonalak Kansas államban biztosították az időbeni szállítást. Útvonalakat hoztak létre a marhacsordák és a marhafarmok számára vagy maguk szállították termékeiket vagy illegálisan letelepedtek az Indián Territórium területén.
1881-ben négy vagy öt marhacsorda út vezetett keresztül a nyugati frontier területeken.
A fehér telepesek számának növekedése az Indián Territóriumon belül az Egyesült Államokat egy új törvény, a Dawes Act meghozatalára buzdította (1887-ben), amely szerint a különböző törzsek tulajdonában lévő földekből családok földet kaphattak. Ez az őslakosokat magánfarmok létrehozására ösztökélte, de emellett a központi kormánynak is biztosított földet. Ennek következtében az őslakosok tulajdonban lévő földek felét fehér telepesek számára is elérhetővé tették, ezenkívül a vasútépítő társaságok is vásároltak fel földet.
1889. április 22-én a szövetségi kormányzat megnyitotta Oklahoma határait, engedélyt adott a telepeseknek letelepedni a középső övezetben. Az állam határán tízezrével vártak a határ megnyitására, hogy földet foglalhassanak. Azokat, akik megszegték a törvényeket és korábban átlépték a határt, hogy több földet tudjanak foglalni elnevezték "sooner"-oknak, és így kapta az állam a "Sooner State" becenevet. Hamarosan megszervezték a kormányzatot, s több földet vettek el az indiánoktól. Megkezdődtek a kutatások a természeti kincsek után, s csakhamar rábukkantak az olajra, a külszíni fejtésű kőszénbányákra. A 20. század kezdetén erőfeszítéseket tettek, hogy az indián önkormányzatot megszüntessék, s létrehozzák a Sequoyah államot. Ez a kísérlet ugyan kudarcot vallott, de két évvel később, 1907. november 16-án megszületett Oklahoma, s negyvenhatodikként csatlakozott az Amerikai Egyesült Államokhoz.
A kőolaj felfedezésével az új állam lakossága gyorsan szaporodott, s az állam gazdagsága folyvást nőtt. Tulsa úgy vált ismertté, mint a világ olaj fővárosa. Megkezdődtek a beruházások az olajiparba.
1927-ben, egy oklahomai üzletember, Cyrus Avery kampányt indított a 66-os útvonal (U.S. Route 66) létrehozására. Az Amarillo (Texas) és Tulsa (Oklahoma) között már meglévő útvonalat használta fel terveihez.
A 20. század elején a Jim Crow-törvények és a Ku-Klux-Klan jelenléte ellenére Tulsa városában nagyszámú afroamerikai közösség élt. 1921-ben Tulsa a "Race Riot" színhelye volt, az egyik legköltségesebb faji összecsapás az amerikai történelemben. A zavargások 16 órája alatt 35 városi tömbházat szétromboltak, 1,8 millió dolláros ingatlankár keletkezett, kb. 300 ember halt meg. Az 1920-as években a Ku Klux Klan befolyása elhanyagolható volt az államban.

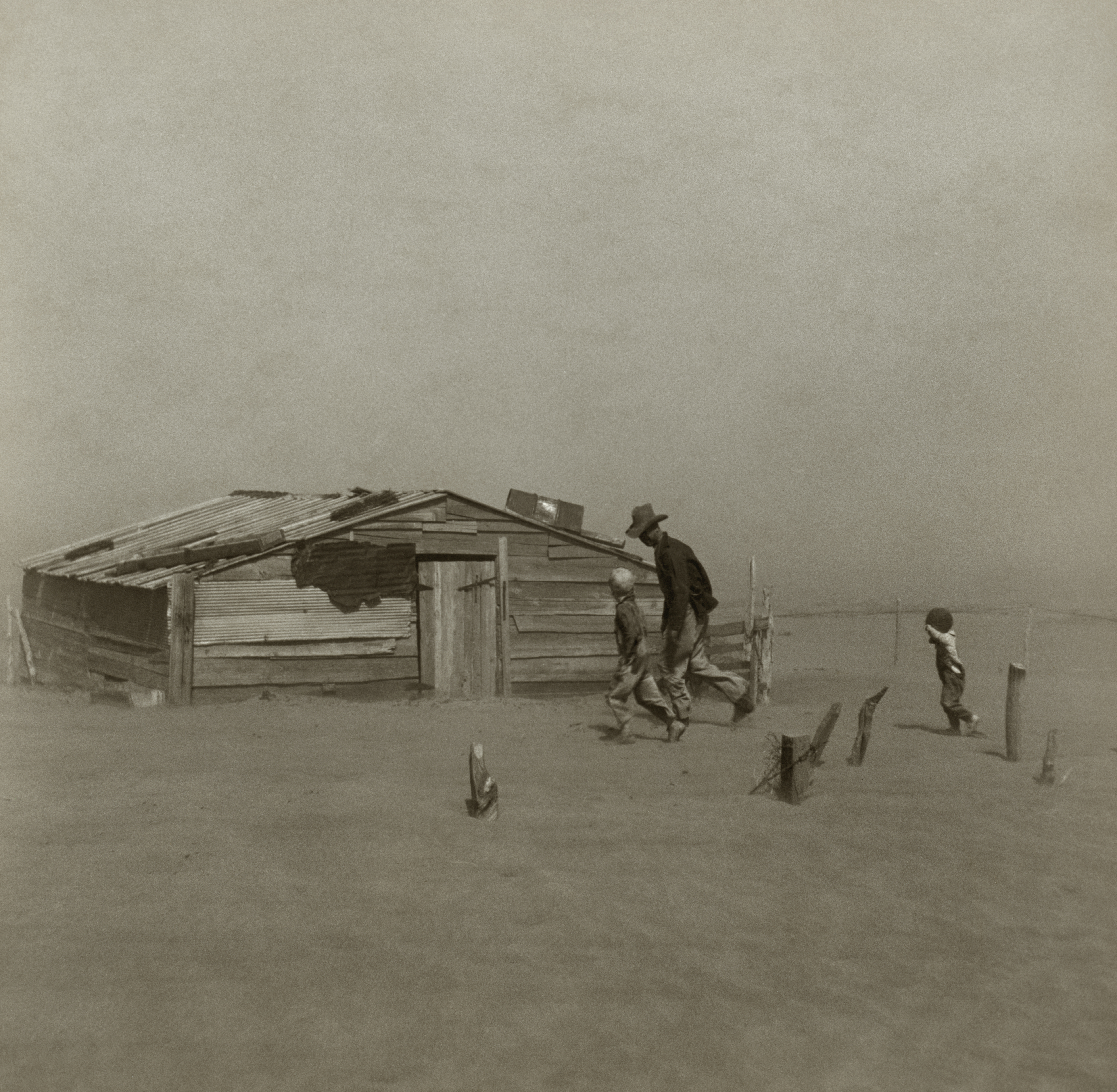
A porvihar farmerek ezreit tette tönkre az 1930-as években.

Az 1930-as években a szárazság, a nagy sebességű szélviharok éreztették hatásukat a mezőgazdaságban. Az ún. Dust Bowl porviharok több államot érintettek. Kansas, Texas, Új-Mexikó államokban és Oklahoma állam északnyugati részén hosszú ideig nem esett eső, s a hőmérséklet szokatlanul magas volt. A farmerek ezrei mentek tönkre, s kénytelenek voltak nyugatra vándorolni. 1950-ig az állam lakosainak száma 6,9%-kal csökkent. Az állam komoly erőfeszítéseket tett a talaj javítására, duzzasztógátak, víztárolók megépítésére. Az 1960-as években több mint 200 mesterséges tavat létesítettek.

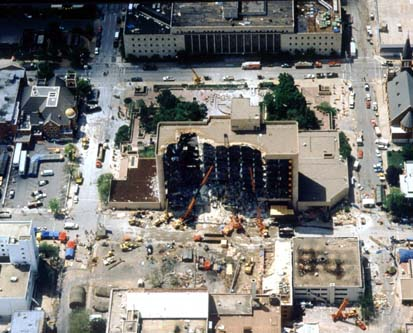
Oklahoma City bomba robbantás után.

1995. április 15-én Oklahoma City terrortámadás színhelye volt. Timothy McVeigh és Terry Nichols az Alfred P. Murrah Federal Building közelében bombát robbantottak, amely 168 embert megölt közöttük 19 gyermeket. Timothy McVeigh-t halálra itélték, s az itéletet végrehajtották, Terry Nicholast 161 ember megöléséért életfogytiglani börtönbüntetésre itélték.

## Népesség

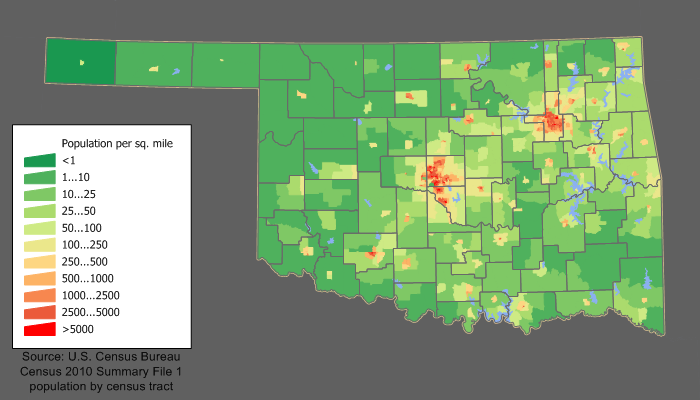
Oklahoma népsűrűségi térképe

A 2010. évi népszámlálás szerint Oklahoma lakosainak száma 3,751,351, a 28. legnépesebb állam
Az egy főre eső átlagos évi kereset 32 210 dollár volt, a 37. nemzeti szinten, de a harmadik leggyorsabban növekvő.
Az állam földrajzi középpontja a Lincoln megyei Sparks-ban található.

### Etnikumok
2005. évi adatok szerint a származást tekintve a német 14,5%, az amerikai 13,1%, az ír 11,8%, angol 9,6%, afro-amerikai 8,1% és őslakosság 11,4%, beleértve a cserokikat, 7,9% arányban oszlik meg.
A 2002. évi adatok szerint Oklahoma indián lakosságának száma 395 219 fő, s arányát tekintve a második az államok között.
2006-ban a teljes lakosság 4,7%-a külföldi születésű, míg nemzeti szinten 12,4% volt.

### Vallás
- Protestans – 69%
- Katolikus – 13%
- Más vallások – 6%
- nem közölt – 12%

### Legnagyobb városok

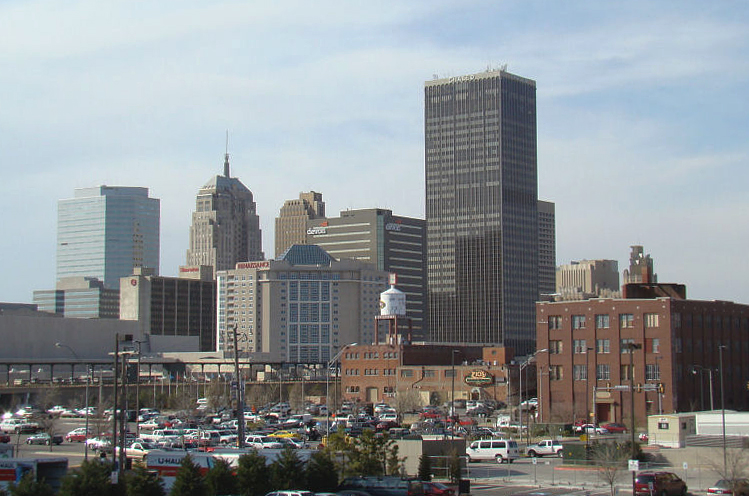
Oklahoma City

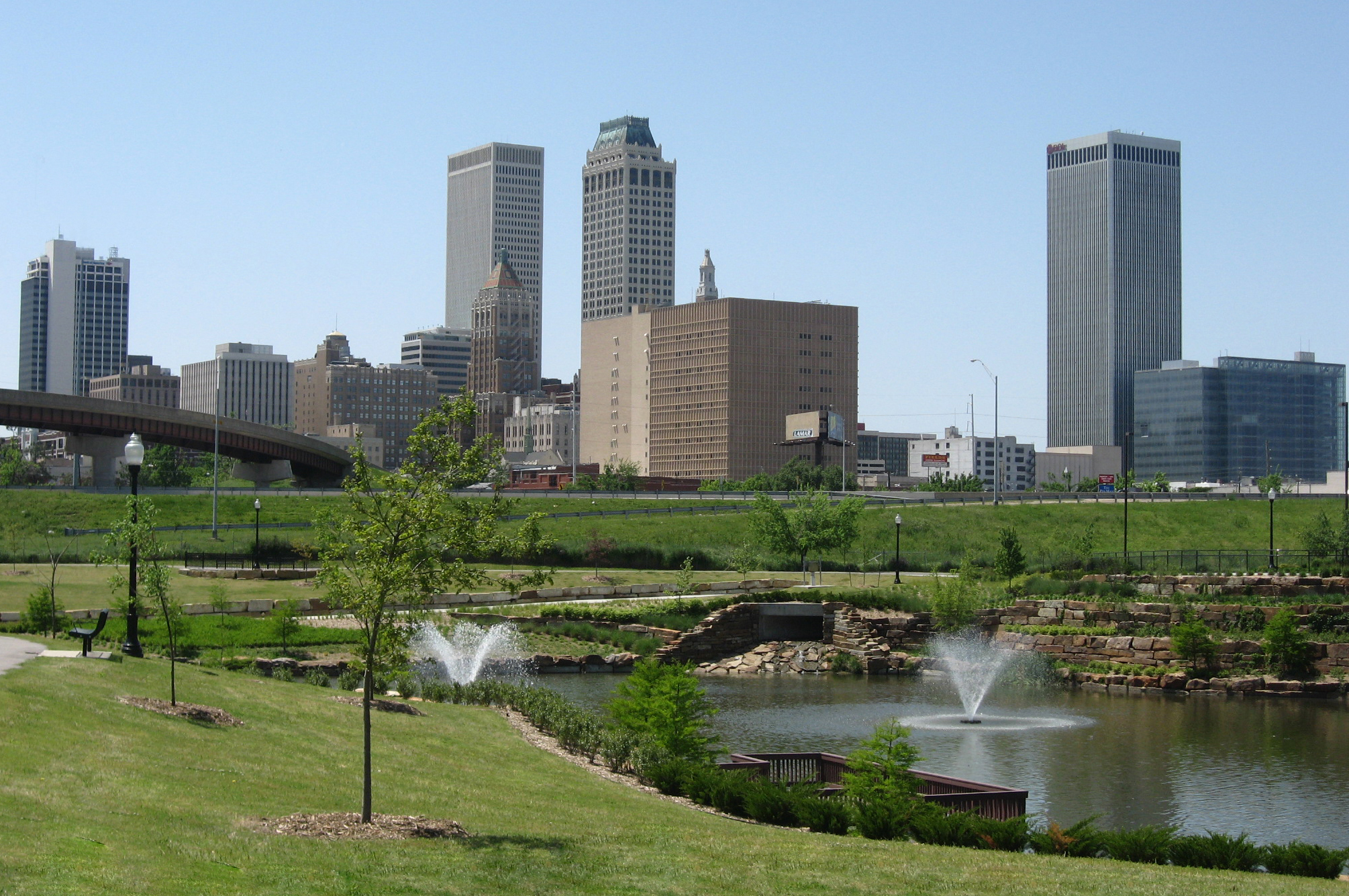
Tulsa

A 2007. évi becslések alapján Oklahoma legnagyobb városai:
- Oklahoma City lakossága 547.274 fő
- Tulsa lakossága 384.037 fő
- Norman lakossága 106.707 fő
- Lawton lakossága 91.568 fő
- Broken Arrow lakossága 90.714 fő
- Edmond lakossága 78.226 fő
- Midwest City lakossága 55.935 fő
- Moore lakossága 51.106 fő
- Enid lakossága 47.008 fő
- Stillwater lakossága 46.976 fő[46]

## Közigazgatás
Az állam 77 megyére oszlik.

## Gazdaság
Oklahoma gazdasága sokrétű. A repülőgép-, szállítási és közlekedési eszközök gyártása, élelmiszer feldolgozóipara, elektronikus berendezések előállítása, telekommunikációs eszközök gyártása, gáz és olajfinomítás, fejlett mezőgazdasága csak néhány a virágzó iparágai közül. A búzatermesztés területén az ötödik, s mezőgazdasági termékei pedig a huszonhetedik helyet foglalja el nemzeti szinten. Az állam természetes gáz termelése a második az országban.
Hat Fortune 500 cég és egy Fortune 1000 cég főhadiszállása Oklahomában van, s az üzleti világ legbarátságosabb államának szavazták meg.
Oklahoma nemzeti összterméke 2000-től 2006-ig 50%-kal emelkedett, s az ötödik nemzeti szinten.

## Híres oklahomaiak
- John Michael Talbot
- Brad Pitt
- Reba McEntire

## Jelképek
- Madár: Ollósfarkú tirannusz (Tyrannus forficatus)
- Fa:                Cercis canadensis
- Emlősök:       Amerikai bölény (Bison bison)
- Ital:              Tej
- Hal:     Morone chrysops
- Fűféle:            Sorghastrum nutans
- Fosszília:     Saurophaganax maximus
- Rovarok:       Méh
- Hüllők:        Galléros díszleguán (Crotaphytus collaris)
- Kétéltűek:     Ökörbéka (Rana catesbeiana)
- Étel:              Okra, tök, palacsinta, barbecue szósz, keksz, kukorica, eper
- Hangszer:      Dob
- Ének:  Oklahoma!